# Rajd Madery 1986
Rajd Madery 1986 (27. Rali Vinho da Madeira) – 27. edycja rajdu samochodowego Rajd Madery rozgrywanego we Portugalii. Rozgrywany był od 1 do 3 sierpnia 1986 roku. Była to trzydziesta druga runda Rajdowych Mistrzostw Europy w roku 1986 (rajd miał najwyższy współczynnik – 4) oraz ósma runda Rajdowych Mistrzostw Portugalii.

## Klasyfikacja rajdu
| Miejsce                      | Kierowca                     | Pilot                        | Samochód                     | Czas                         | Strata                       |                              |
| Klasyfikacja generalna i ERC | Klasyfikacja generalna i ERC | Klasyfikacja generalna i ERC | Klasyfikacja generalna i ERC | Klasyfikacja generalna i ERC | Klasyfikacja generalna i ERC | Klasyfikacja generalna i ERC |
| ---------------------------- | ---------------------------- | ---------------------------- | ---------------------------- | ---------------------------- | ---------------------------- | ---------------------------- |
| 1.                           | Fabrizio Tabaton             | Luciano Tedeschini           | Lancia Delta S4              | 4:16:50                      | 0.0                          |                              |
| 2.                           | Patrick Snijers              | Dany Coebunders              | Lancia 037 Rally             | 4:25:14                      | +8:24                        |                              |
| 3.                           | Paolo Alessandrini           | Alessandro Alessandrini      | Lancia 037 Rally             | 4:25:46                      | +8:56                        |                              |
| 4.                           | Gianfranco Cunico            | Pierangelo Scalvini          | Lancia 037 Rally             | 4:28:10                      | +11:20                       |                              |
| 5.                           | Carlos Bica                  | Cândido Júnior               | Lancia 037 Rally             | 4:32:23                      | +15:33                       |                              |
| 6.                           | Mauro Pregliasco             | Nicolò Imperio               | Lancia 037 Rally             | 4:35:31                      | +18:41                       |                              |
| 7.                           | Patricia Bertapelle          | Pascale Bertapelle           | Peugeot 205 Turbo 16         | 4:40:15                      | +23:25                       |                              |
| 8.                           | Yves Loubet                  | Jean-Marc Andrié             | Alfa Romeo 75 V6             | 4:42:55                      | +26:05                       |                              |
| 9.                           | Joaquim Santos               | Miguel Oliveira              | Ford RS200                   | 4:43:00                      | +26:10                       |                              |
| 10.                          | Pierre-César Baroni          | Sylvie Guillossou            | Ford Escort RS Turbo         | 4:59:15                      | +42:25                       |                              |